# Breves (Pará)
Pour les articles homonymes, voir Breves.
Breves est une municipalité de l'île de Marajó, dans l'État du Pará (Brésil).